# Megachile rhyssalus
Megachile rhyssalus är en biart som beskrevs av Wu 2005. Megachile rhyssalus ingår i släktet tapetserarbin, och familjen buksamlarbin. Inga underarter finns listade i Catalogue of Life.